# واتارو ایکناگا
واتارو ایکناگا (انگلیسی: Wataru Ikenaga؛ زادهٔ ۳۰ نوامبر ۱۹۹۱) بازیکن فوتبال اهل ژاپن است.